# ويلارد هيرش
ويلارد هيرش (بالإنجليزية: Willard Hirsch)‏ هو نحات أمريكي، ولد في 1905 في تشارلستون في الولايات المتحدة، وتوفي بنفس المكان في 1982.